# HMV-420
Der HMV-420 ist ein vierrädriger (4×4) allradgetriebener thailändischer Schützenpanzer und wird von Panus Assembly hergestellt.

## Beschreibung
Die Besatzung des HMV-420 besteht aus Fahrer und Beifahrer, zusätzlich kann er 11 Soldaten im Innenraum aufnehmen, die über jeweils rechts und links seitliche angebrachte Türen in das Fahrzeug gelangen. Die Türen werden in zwei Teilen nach oben und unten geklappt und dienen ebenfalls als Ein- bzw. Ausstiegshilfe. Das Fahrzeug kann nach STANAG Level 1 bis Level 4b durch Außenpanzerung geschützt werden.

## Bewaffnung
Der HMV-420 ist in der Grundversion unbewaffnet, kann aber auf dem Dach verschiedene Aufbauten aufnehmen und besitzt verschließbare Schießscharten an beiden Seiten des Fahrzeugs. Angeboten werden von Panus bspw. die fernbedienbare Waffenplattform Aselsan SARP, wahlweise mit 7,62 × 51 mm NATO oder 12,7 × 99 mm NATO Maschinengewehr oder 40-mm-Granatwerferpatrone
.

## Antrieb
Angetrieben wird der HMV-420 von einem Cummins-Diesel mit 420 PS. Als Getriebe kommt ein Allison-4500 6-Gang-Automatikgetriebe zum Einsatz.

## Nutzerstaaten
- Thailand